# Ханты-Мансийск
Ха́нты-Манси́йск (хант. Ёмвош, Ёмвоҷ, манс. Абга) — город в России, административный центр Ханты-Мансийского автономного округа — Югры и Ханты-Мансийского района, в состав которого не входит.
Как административно-территориальная единица автономного округа, имеет статус города окружного значения. В рамках местного самоуправления образует городской округ город Ханты-Мансийск.
Единственный из административных центров автономных округов России (включая административные центры объединённых автономных округов), чьё население превышает 100 000 человек.

## Этимология
В XVI веке близ нынешнего месторасположения города было основано русское селение Самарово, названное по имени остяцкого князя Самара. Рядом с этим селением в 1931 году основан посёлок Остяко-Вогульск как административный центр Остяко-Вогульского национального округа. После уточнения этнических наименований народов Севера остяков стали называть хантами, а вогулов — манси, в связи с чем в 1940 году посёлок был переименован в Ханты-Мансийск. В 1950 году из посёлка и села Самарово был образован город Ханты-Мансийск.

## Физико-географическая характеристика

### Географическое положение
Ханты-Мансийск расположен на территории Западно-Сибирской равнины, на правом берегу реки Иртыш, в 20 километрах от места впадения Иртыша в реку Обь; в природной зоне тайги. Один из двух городов России (наряду с Иваново), расположенных в точке конфлюэнции — месте, где пересекаются целочисленные параллели и меридианы (без минут и секунд). Координаты — 61° с. ш. 69° в. д. С конца мая до середины июля в городах этой широты можно наблюдать такое явление, как белые ночи.

### Часовой пояс
Ханты-Мансийск находится в часовой зоне МСК+2. Смещение применяемого времени относительно UTC составляет +5:00.
В соответствии с применяемым временем и географической долготой средний солнечный полдень в Ханты-Мансийске наступает в 12:29.

### Климат
Согласно «периодическому закону географической зональности», сформулированному в 1956 году климатологом Михаилом Будыко и географом Андреем Григорьевым, Ханты-Мансийск расположен в умеренном климатическом поясе, с умеренно тёплым летом и умеренно суровой снежной зимой.
Среднегодовая температура воздуха Ханты-Мансийска составляет −0,8 °C. Средняя температура воздуха в январе равна −20 °С, в июле 18 °С, абсолютный минимум января −49 °С, абсолютный максимум июля – +37 °С, годовая амплитуда составляет 37–38 °С. В черте города наблюдаются достаточно продолжительные устойчивые морозы (150–160 дней в году), в то время как средняя продолжительность безморозного периода на почве колеблется от 90 до 100 дней. Снежный покров наблюдается от 190 до 200 дней при средней из наибольших декадных высот от 50 до 60 см.
Среднегодовая влажность воздуха равна 77 %, что на два процента выше показателей относительной влажности, максимум которой достигается в течение лишь трёх месяцев в году — января, ноября и декабря. Среднее количество осадков, выпадающих в течение только 170–180 дней в год, варьируется от 532 до 550 мм. Среднегодовой показатель скорости ветра составляет 2,4 м/с, максимальные же значения не превышают 3–4 м/с. Зимой наблюдаются ветры преимущественно южного и юго-западного направлений, летом – северного.

## История

### Село Самарово (Самаровское)

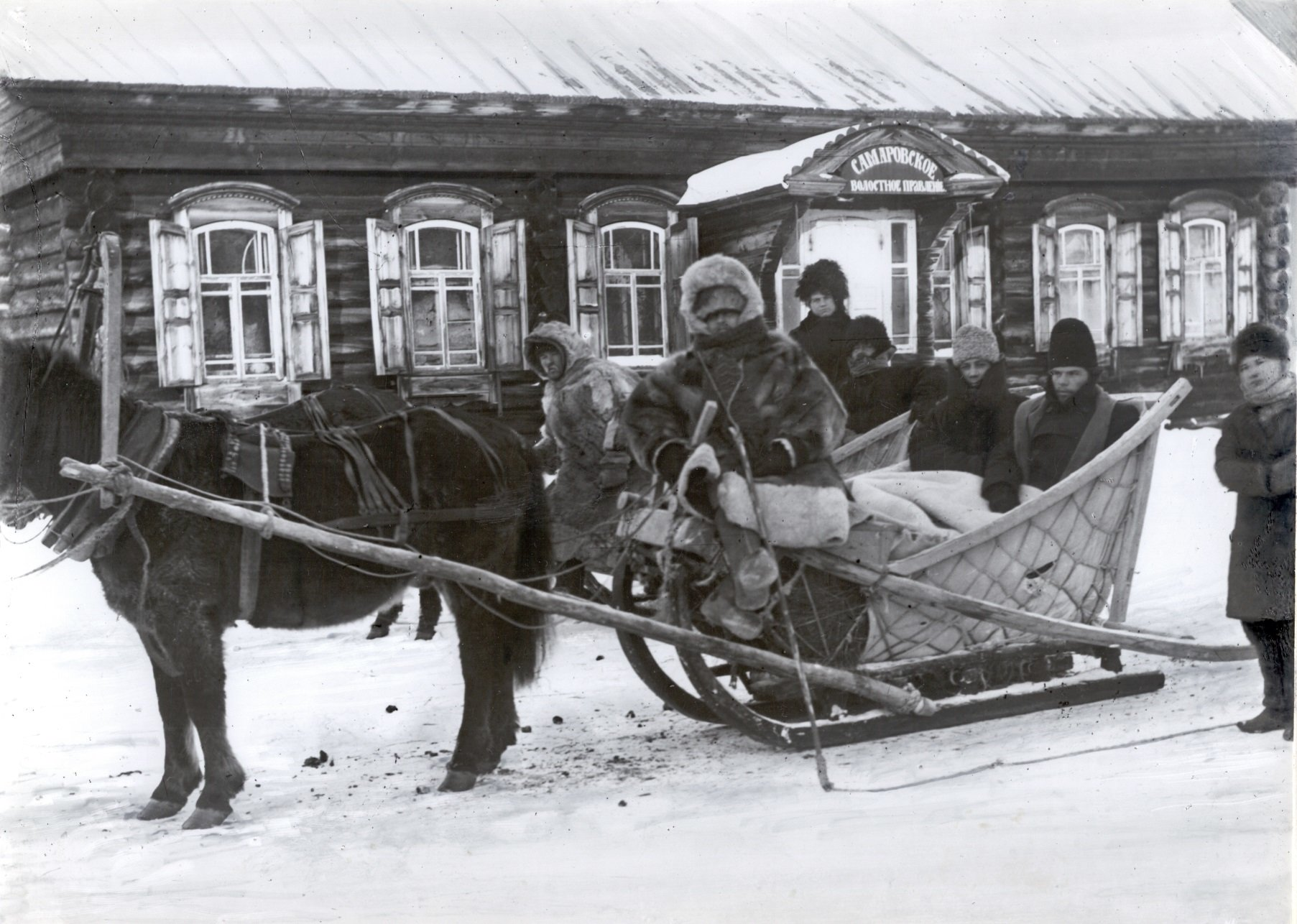
Самаровское волостное правление.
Конец XIX—начало XX века

В письменных источниках место, где сейчас расположен Ханты-Мансийск, впервые упоминается в «Летописи Сибирской краткой Кунгурской» как городок князя Самара, являвшийся местом боя дружин Самара и Ермака в 1582 году.
В конце 1620-х — начале 1630-х годов был основан ямщицкий Самаровский ям (будущее село Самарово, ныне район Ханты-Мансийска, где находится речной порт и пристань). В 1675 году Николай Гаврилович Спафарий (московский посланник, ехавший с посольством в Китай) стал первым из путешественников, посетивших Самарово.
В 1708 году Самарово вошло в состав Сибирской губернии. 2 июля 1740 года профессор Лиль и его спутник Кёнигсфельд установили обсерваторию на Самаровской горе и произвели ряд наблюдений. В 1748 году была проведена первая перепись ямского населения России. Согласно её результатам, в Самарово проживало 487 ямщиков. На административно-почтовом языке Самарово называлось Самаровский ям, слобода Сибирской губернии Тобольской провинции, в Тобольском дискрете на восточном берегу Иртыша.
В 1808—1816 годах в Самарово был построен каменный храм Покрова Пресвятой Богородицы. На картах конца XIX — начала XX века населённый пункт подписан как «Самаровское».
В 1930 году в Самарово началось строительство рыбоконсервного комбината, появился свой рыболовецкий флот, новые орудия лова.

### Посёлок Остяко-Вогульск

#### Название
10 декабря 1930 года вышло постановление ВЦИК «Об организации национальных объединений в районах расселения малых народностей Севера» и создан Остяко-Вогульскый национальный округ. В 1931 году началось строительство новой столицы округа в 5 км от Самарова, получившей название Остяко-Вогульск. Варианты названия рассматривались разные: Нацмен, Ханты-Манчи Вош, Обь-Иртышск, Таёжник, Овыс-Сталин (Северо-Сталин). Окружная газета «Ханты-Манчи шоп» в декабре 1931 года объявила конкурс на лучшее название, на который были представлены варианты «Владитехкульт» («Туземец, овладевай техникой и культурой!»), Ново-Северск, Красно-Северск, Ново-Уральск, Приобск, Северо-Сталин, Северо-Ленинск, Северо-Уральск… Сотрудники окроно и окрздрава предложили хантыйскую аббревиатуру «ВИЛЕНвош» (город Владимира Ильича Ленина).
Первый окружной съезд советов рабочих, крестьянских и красноармейских депутатов, проходивший с 25 февраля по 3 марта 1932 года в Доме Туземца, принял постановление о присвоении окружному центру названия Остяко-Вогульск.

#### Первые годы развития
Посёлок впоследствии стал административным центром Остяко-Вогульского национального округа. Между историческим селом Самарово, в 12 км от устья Иртыша, и Остяко-Вогульском простирался холм Самаровского чугаса.

##### Строительство посёлка
На месте будущего посёлка в тайге наметили просеки для будущих 11 улиц. Среди сплошной тайги и непроходимых болот на работу ходили по тропинкам и затесям с указанием, на какой объект они ведут. Площадки плановых объектов обозначались пикетными столбами, каждый объект строился на основе уже готовой проектной документации.
В 1931 году к берегу Иртыша, от истока Невлевки и до самой Коровьей лайды, было приплавлено семь плотоматок леса. На выкатке брёвен на берег, которой руководил десятник Михаил Попов, работало несколько бригад, распределённых по 10-12 человек. Десятки тысяч кубометров леса за июль, август, сентябрь были складированы и приведены в образцовый порядок.
Строительство в будущем городе вели четыре строительных участка: Ураллеса, Северстроя, Интегралсоюза и Уралпушнины. Строительный участок Северостроя под руководством инженера Пайвина и бригадира Горносталева строил Окрисполком, Дом туземца (Дом культуры). В работах участвовали спецпереселенцы с Украины, Поволжья, Урала и даже южных районов Сибири, которых в Остяко-Вогульский округ в 1930—1932 годах прибыли 37400: 11200 человек направлено в рыбную промышленность, 11400 — в систему интегральной кооперации, остальные — на лесозаготовки и строительство.
Дом туземца был готов к годовщине Октября, в 1931 году. На торжественное собрание строители шли по тропинкам через сплошной лес, несли скамейки, 4 стола, трибунку для выступления докладчиков.
Северстрой затем возвёл жилые одноэтажные дома по обе стороны улицы Коминтерна, от улицы Комсомольской до улицы Пушкина, и горисполком. В ближайшем к горисполкому доме была отведена комната для медпункта, фельдшером работал Иван Георгиевич Вакорин. Потом началось строительство здания милиции, редакции газеты, сберкассы, госбанка и двухэтажных жилых домов по улицам Ленина и Комсомольской, школ № 1 и № 3, педучилища.
Интегралсоюз и Уралпушнина первоначально строили одноэтажные жилые дома по обе стороны улицы Коминтерна, от улицы Красной до улицы Пионерской. Окружной Интегралсоюз в конце лета 1931 года начал монтировать двухэтажный дом и контору Окринтегралсоюза по ул. Мира № 8, а потом — жилые двухэтажные дома в начале улицы Комсомольской, напротив книготорга и горисполкома. Уралпушнина начала свою двухэтажную контору на улице Красной № 36 и жилые дома на Красной и Обской улицах. Впоследствии контору Уралпушнины отдали под школу № 6.
В 1932 году поступило новое пополнение: более тысячи рабочих, и строительство посёлка активизировалось.
Строительный участок Ураллеса возглавили инженер Александр Иванович Порсапин и бригадир Игнатий Фёдорович Леготин. Каждый из квалифицированных мастеров плотницкого и столярного дела (Иван Дмитриевич Кашигин, Мосиевский, Григорий Шешиков, Андрей Николаевич Булатов, Александр Андреевич Птицин, Фёдор Нестеров) готовил по 4-5 подмастерьев с полным освоением плотницкого дела: кантовать, тесать лес «под скобку» и рубить стены здания с установленной точностью.
1 января 1932 года бригада И. Ф. Леготина сдала первый жилой дом № 19 по улице К. Маркса, к 1 мая 1932 года — контору леспромхоза по улице Карла Маркса № 17, а затем три общежития барачного типа для рабочих, двухквартирный жилой дом для руководителей. Построили баню и кузницу между школой № 3 и школой № 1.
В посёлке начал работу леспромхоз, были построены начальная школа, больница, почтовое отделение и радиотелеграф.
Затем были введены и освоены производственные мощности Самаровского рыбоконсервного комбината и др.
Силами спецпереселенцев велась раскорчёвка тайги для расширения посевных площадей: если в 1929 году они составляли 544 га, то в 1931 г. — 1127 га, а в 1932 г. — уже 4119,6 га. Спецпереселенцы формировали 55,5 % трудовых ресурсов сельского хозяйства Остяко-Вогульского округа. Они начали выращивать картофель и зерновые культуры, которые до этого времени завозились и были в дефиците.
В 1931 году сдано в эксплуатацию первое в округе общественное здание — Дом туземца (Дом народов Севера, позже Дом народного творчества). Культуру народам ханты и манси должны были нести Красные Чумы, культбазы, избы-читальни.
В 1932 году завершилось строительство районной библиотеки.
1 ноября 1932 года была учреждена Остяко-Вогульской амбулатория и началось и строительство стационара. Первое время больница располагалась в двух зданиях и имела 35 коек для хирургических и терапевтических больных, койки для рожениц и койки тифозного барака. К 1939 году в ней было уже 75 коек.
В 1934 году была запущена первая электростанция: локомобиль мощностью 37 лошадиных сил подавал электричество для освещения и работы водопровода.
В 1934 году открыт первый звуковой кинотеатр на главной площади посёлка. Открыты туберкулёзный диспансер, рентгеновский и 2 зубоврачебных кабинета, кирпичный завод.
В 1935 году заложен городской сквер (ныне — парк Победы).
В 1935—1936 годах Остяко-Вогульск получил статус посёлка городского типа. Сельский Совет преобразован в поселковый Совет. В городе были основаны Ханты-Мансийское педагогическое училище, медицинское училище, торгово-кооперативная школа с общежитиями и столовыми для обучения местных жителей необходимым профессиям, профессионально-технические училища для подготовки рабочих кадров.
В 1936 году открыт краеведческий музей.
В 1937 году Остяко-Вогульск и Самарово соединила автомобильная дорога. На пересечении улиц Комсомольской и Дзержинского появилось первое кирпичное здание электростанции, началась телефонизация (коммутатор на 300 номеров).
Открылась авиалиния Тюмень — Тобольск — Самарово — Берёзово — Салехард.
В 1938 году население Остяко-Вогульска составляло 7,5 тысяч жителей.
23 октября 1940 года административный центр округа был переименован в Ханты-Мансийск, а округ — в Ханты-Мансийский национальный округ; в наименовании города и округа были использованы два самоназвания коренных народов — ханты и манси.
В начале 1945 года окружная больница разрослась до 116 коек и стала принимать острых больных со всего округа, для чего в 1947 году открылось отделение санитарной авиации.
В исполнительном комитете Окружного совета депутатов трудящихся создан отдел культуры.

### Объединение Самарово и Ханты-Мансийска
В 1950 году посёлок Ханты-Мансийск получил статус города, а село Самарово стало его частью.
В 1950 году в Ханты-Мансийске было открыто месторождение минеральной воды, а через три года в Долине Ручьёв было построено каменное здание Ханты-Мансийской водолечебницы.
В 1953 году окружной Дом народов Севера был преобразован в Ханты-Мансийский городской Дом культуры. В 1957 году при отделе культуры окрисполкома был создан Ханты-Мансийский окружной Дом народного творчества, а в сельской местности началась организация сельских клубов, на предприятиях и в организациях — профсоюзных клубов.
Жизнь города резко изменило открытие тюменской нефти. В Ханты-Мансийске координировалось развитие нефтепромыслов и планировались новые города на севере, которые по своим размерам и благоустройству быстро обогнали столицу.

### Эпоха тюменской нефти
В ходе разведки тюменской нефти Ханты-Мансийск стал одной из баз геологоразведчиков: здесь работали Геофизический трест и объединение «Хантымансийскнефтегазгеология».
В 1967 году начали работу телецентр и окружная студия телевидения. В городе началось строительство кирпичных жилых домов.
4 июня 1972 года учреждено звание «Почётный гражданин г. Ханты-Мансийска».
В 1977 году сданы в эксплуатацию Дворец культуры «Октябрь» на 600 мест и новая средняя школа на 964 учащихся. Построены первая пятиэтажка из сборного железобетона, здание Госбанка, торговый центр.
Началось масштабное благоустройство города: создано предприятие объединённых котельных и теплосетей, городское ремонтно-строительное управление, протянута ЛЭП с Сургутской ГРЭС для надёжного электроснабжения города, начата прокладка городского водопровода. В институте Ленгипрогор по инициативе первого секретаря горкома КПСС В. И. Рыбкина заказан генеральный план развития города с домами повышенной этажности. Был построен собственный асфальтовый завод.

### Центр субъекта РФ
В 1991 году в Ханты-Мансийске побывал Президент РСФСР Б. Н. Ельцин, провозгласивший тогда свой лозунг «Берите суверенитета, сколько хотите». Начинается движение за перенос центра принятия решений о развитии регионов и распределении доходов от добычи нефти и газа из областного центра — Тюмени — на места.
В 1993 году — Ханты-Мансийский округ становится субъектом Российской Федерации, получает право самостоятельно формировать свой бюджет.
28 марта 1995 году окружная Дума приняла закон о статусе города Ханты-Мансийска как столицы субъекта РФ.
До 1990-х годов Ханты-Мансийск состоял преимущественно из двухэтажных деревянных домов, примерно половина были оборудованы частичными или полными коммунальными удобствами (центральное отопление, водопровод, канализация). Районы частной застройки не имели удобств, в городе сохранились многоквартирные бараки-общежития, построенные ещё в 1930-е годы. Численность населения составляла около 30 тыс. жителей. В 2000-е годы город как центр крупнейшего российского нефтегазоносного региона бурно развивался, численность населения его увеличилась более чем втрое. Построены новые современные полностью благоустроенные жилые кварталы кирпичных и бетонных домов, широкие дороги с удобными развязками. В городе множество современных медицинских учреждений и разнопрофильных спортивных центров (как для взрослых, так и для детей), богатая культурная жизнь и разнообразные возможности получить образование, в том числе в Югорском государственном университете.
11 сентября 2004 году в Ханты-Мансийске прошли торжества в ознаменование добычи в округе 8 миллиардов тонн нефти.[значимость факта?]
В декабре 2005 году на презентации книги «Со времен князя Самара» было предложено начинать историю Ханты-Мансийска с периода упоминания о Самарово, а не с даты основания Остяко-Вогульска.

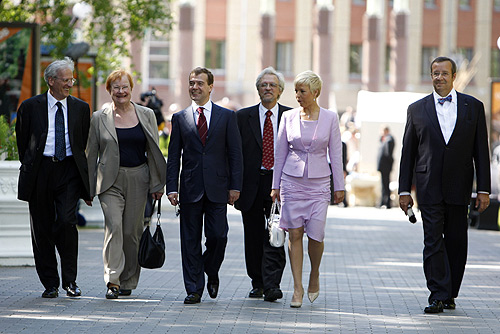
28 июня 2008, Ханты-Мансийск, саммит «Россия—ЕС». На этнической выставке-ярмарке «Город мастеров»

В июне 2008 году в Ханты-Мансийске по инициативе президента РФ Дмитрия Медведева прошёл XXI саммит Россия — Евросоюз, в котором приняли участие председатель Еврокомиссии Жозе Мануэл Баррозу, генеральный секретарь Совета ЕС Хавьер Солана.[значимость факта?]
В 2018 году город стал основной площадкой празднования Юбилея территории: 900: Многовековая Югра.[значимость факта?]
11 сентября 2023 года за самоотверженность и трудовой героизм жителей города в достижение Победы в Великой Отечественной войне 1941—1945 годов, городу присвоено почетное звание Российской Федерации «Город трудовой доблести».

## Официальная символика
Герб Ханты-Мансийска утверждён решением Думы города от 25 октября 2002 года № 135 (в редакции решения Думы города от 16 декабря 2005 года № 146). Автор проекта герба — Ярослав Левко. Точное геральдическое описание герба: 
В лазоревом (синем, голубом) поле золотой безант, сопровождённый во главе девятью гонтами, сложенными по три звездообразно, и поверх безанта зелёная оконечность, из которой выходит посередине ель, а по сторонам клинья, косвенными сторонами врозь, того же цвета; оконечность обрамлена летящим вверх серебряным стерхом и по сторонам от клиньев тонко окаймлена кантом чёрного цвета, символизирующим нефть.
Флаг Ханты-Мансийска утверждён решением Думы города от 27 декабря 2002 года № 176 (в редакции решения Думы города от 16 декабря 2005 года № 147). Он разработан на основании герба муниципального образования и воспроизводит его символику.

## Население
| 1938    | 1939    | 1959    | 1967     | 1970     | 1979     | 1989     | 1992     | 1996    |
| ------- | ------- | ------- | -------- | -------- | -------- | -------- | -------- | ------- |
| 7500    | ↘7488   | ↗20 677 | ↗24 000  | ↗24 754  | ↗28 266  | ↗34 462  | ↗35 000  | ↘34 600 |
| 1998    | 2000    | 2001    | 2002     | 2003     | 2004     | 2005     | 2006     | 2007    |
| →34 600 | ↗37 700 | ↗38 700 | ↗53 953  | ↗54 000  | ↗55 700  | ↗57 300  | ↗59 600  | ↗63 200 |
| 2008    | 2009    | 2010    | 2011     | 2012     | 2013     | 2014     | 2015     | 2016    |
| ↗67 800 | ↗71 829 | ↗80 151 | ↗80 549  | ↗85 029  | ↗90 961  | ↗93 493  | ↗95 353  | ↗96 936 |
| 2017    | 2018    | 2019    | 2020     | 2021     | 2023     | 2024     | 2025     |         |
| ↗98 692 | ↘98 485 | ↗99 385 | ↗101 466 | ↗107 473 | ↗109 745 | ↗111 772 | ↗113 663 |         |

На 1 января 2025 года по численности населения город находился на 150-м месте из 1124 городов Российской Федерации.
Демография
За 2018 год родилось 1363 детей (за 2017 год — 1467 детей), умерло 541 человек (за 2017 г. — 512 человек). Миграционный прирост в 2018 году составил 80 человек (2017 год — −1162 человека).
Естественный прирост за 2018 год составил 822 человека.
Национальный состав
По данным Всероссийской переписи населения 2010 года:
| Национальность | Численность (чел.) | Процентное соотношение |
| Русские        | 56 061             | 69,94%                 |
| Татары         | 4 051              | 5,05%                  |
| Ханты          | 3 005              | 3,75%                  |
| Украинцы       | 2 381              | 2,97%                  |
| Таджики        | 1 537              | 1,92%                  |
| Азербайджанцы  | 1 500              | 1,87%                  |
| Манси          | 1 208              | 1,51%                  |
| Киргизы        | 1 020              | 1,27%                  |
| Узбеки         | 896                | 1,12%                  |
| Немцы          | 597                | 0,74%                  |
| Башкиры        | 423                | 0,53%                  |
| Белорусы       | 351                | 0,44%                  |
| Армяне         | 346                | 0,43%                  |
| Казахи         | 332                | 0,41%                  |
| Чуваши         | 319                | 0,40%                  |
| Молдаване      | 317                | 0,40%                  |
| Лезгины        | 294                | 0,37%                  |
| Кумыки         | 271                | 0,34%                  |
| Другие         | 1 868              | 2,33%                  |
| Не указали     | 3 374              | 4,21%                  |
| Всего          | 80 151             | 100,00%                |

## Экономика

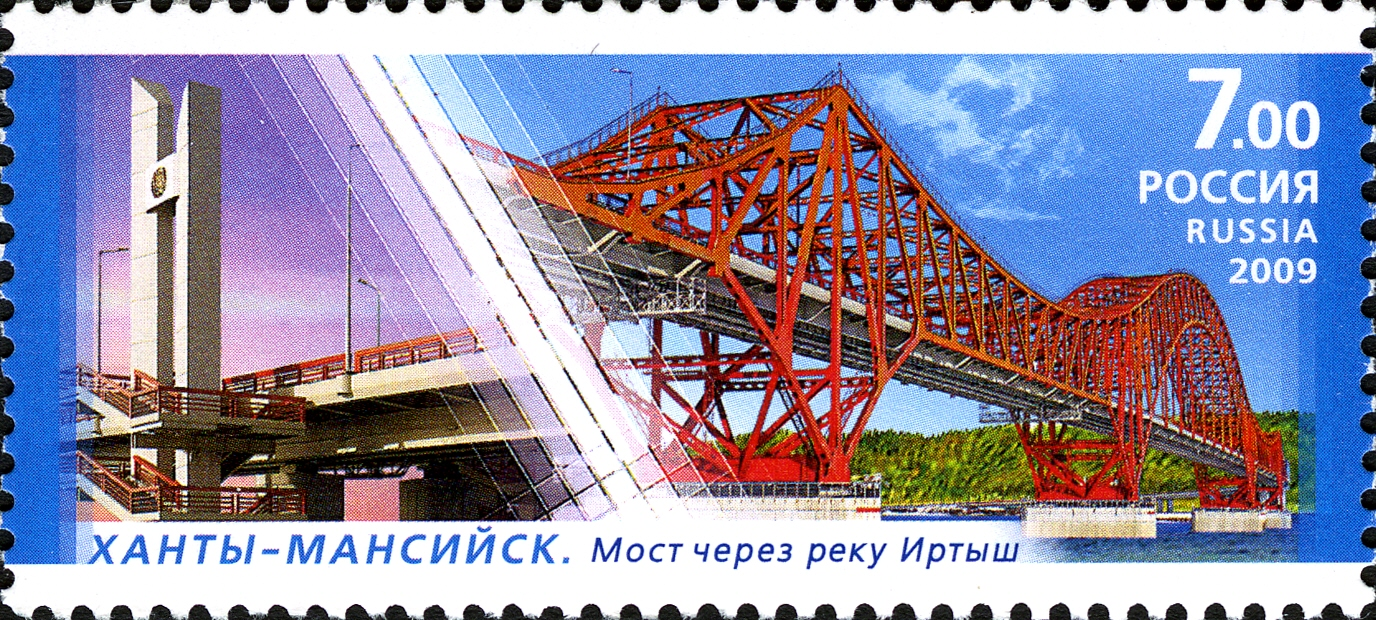
Почтовая марка России, 2009 год

Объём отгруженных товаров промышленного производства крупными и средними предприятиями города за 2018 год составил 14 698,9 млн рублей.
Производство основных видов промышленной продукции крупными предприятиями города в натуральных показателях характеризовалась следующими темпами:
- производство хлеба и хлебобулочных изделий — 3695,8 тонны;
- производство рыбной продукции — 817,3 тонны;
- производство мясных полуфабрикатов — 772,9 тонны.

За 2017 год объём инвестиций в основной капитал по крупным и средним предприятиям составил 15 221 210 тыс. руб..
В городе по состоянию на 01.01.2019 более 2000 организаций и предприятий. Наиболее крупные: ООО «Газпромнефть-Хантос», ООО «Версо-Монолит», НАК «АКИ-Отыр», АО «СК ВНСС», Холдинг «БерезкаГаз», АО «ЮРЭСК», АО «Югорский лесопромышленный холдинг», ОАО «Северречфлот», ОАО «Хантымансийское АТП», АО ГК «Северавтодор».
Торговля и общественное питание является одним из важных секторов экономики Ханты-Мансийска. Всего в городе действует 16 торговых домов и центров, 385 магазинов различной специализации, 62 торговых павильонов, 18 киосков, 1 смешанный рынок по продаже продовольственных и промышленных товаров, 20 ресторанов, 66 кафе и баров, 32 столовые, 25 буфетов и закусочных.
Рыбокомбинат «Ханты-Мансийский». Организован 1 января 1931 года как Самаровский консервный комбинат.

## Транспорт

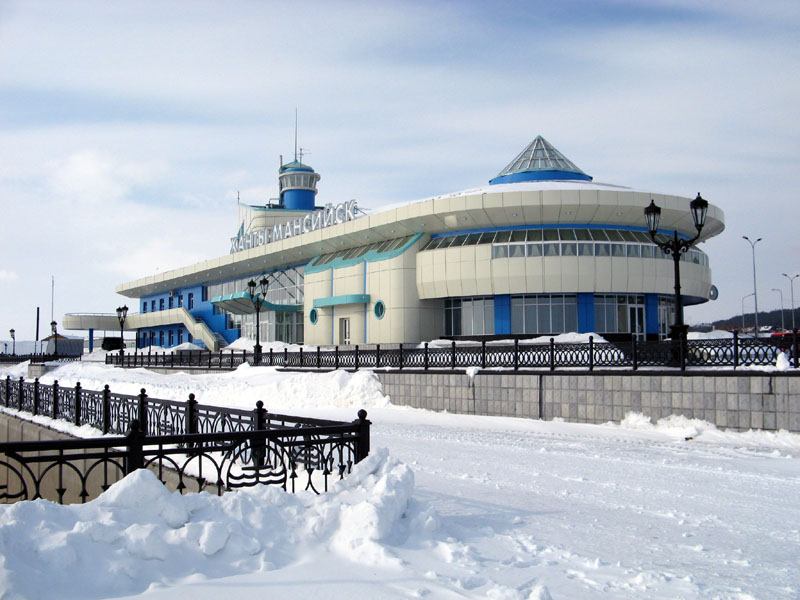
Речной порт и автовокзал

В 1971 году была построена новая взлётная полоса аэропорта, использующаяся и поныне (реконструирована и продлена с 1400 м до 2500 м в 1997 году). В 2002 году закончено строительство нового аэровокзала. В 2004 году аэропорт Ханты-Мансийск получил статус международного.
В 1996 году закончилось строительство автомобильной дороги федерального значения, которая соединила Ханты-Мансийск с остальными крупными городами Тюменской области (Сургутом, Нефтеюганском, Тюменью). В 2004 году завершено строительство автомобильного моста через Иртыш, благодаря чему город получил надёжное сообщение с Няганью и другими городами западной части Ханты-Мансийского автономного округа — Югры. В 2010 году открылась дорога через посёлок Горноправдинск, которая сократила расстояние до Тюмени на 270 километров.
В 2013 году была введена в эксплуатацию дорога Ивдель — Югорск — Ханты-Мансийск, или «Урал — Югра», являющаяся частью Северного широтного коридора. По ней можно напрямую, минуя Тюмень и Екатеринбург, добраться из Ханты-Мансийска до Ивделя, Серова и Перми.
Пристань на реке Иртыш расположена в 12—16 км от её впадения в реку Обь. Пассажирские суда обеспечивают связь города со многими городами и посёлками округа, а также с Тобольском, Омском и Салехардом.
Ближайшие железнодорожные станции: Пыть-Ях в 248 километрах от Ханты-Мансийска и Демьянка в одноимённом посёлке Тюменской области в 238 км от Ханты-Мансийска.
Автобусная сеть Ханты-Мансийска представлена 7 городскими и 1 дачным автобусными маршрутами.

## Средства массовой информации
Издаются газеты «Новости Югры» (на русском языке), «Хӑнты ясӑӈ» (на хантыйском) и «Лӯимā сэ̄рипос» на мансийском, «Самарово-Ханты-Мансийск», АиФ-Югра.

### Радиостанции
- 66,08 УКВ — Радио России / ГТРК «Регион-Тюмень» / ГТРК Югория (Молчит)
- 68,60 УКВ — Радио Маяк (Молчит)
- 88,3 FM — Радио России / ГТРК «Регион-Тюмень» / ГТРК Югория
- 101,2 FM — Радио Маяк
- 101,6 FM — Радио Комсомольская правда
- 102,0 FM — Серебряный Дождь
- 102,4 FM — Авторадио
- 102,9 FM — Русское радио
- 103,6 FM — Хит FM
- 104,1 FM — Европа Плюс
- 104,8 FM — Радио Дача
- 105,3 FM — Дорожное радио
- 106,0 FM — Наше Радио
- 106,6 FM — Радио Югра
- 107,1 FM — Радио Вера

### Телевидение

#### Эфирное вещание
- Первый канал
- Россия 1 / ГТРК «Югория» / ГТРК «Регион-Тюмень»
- НТВ
- Пятый канал
- СТС
- Че
- Матч ТВ
- Россия К
- Югра

#### Цифровое вещание
- Первый мультиплекс цифрового телевидения России
- Второй мультиплекс цифрового телевидения России

## Образование

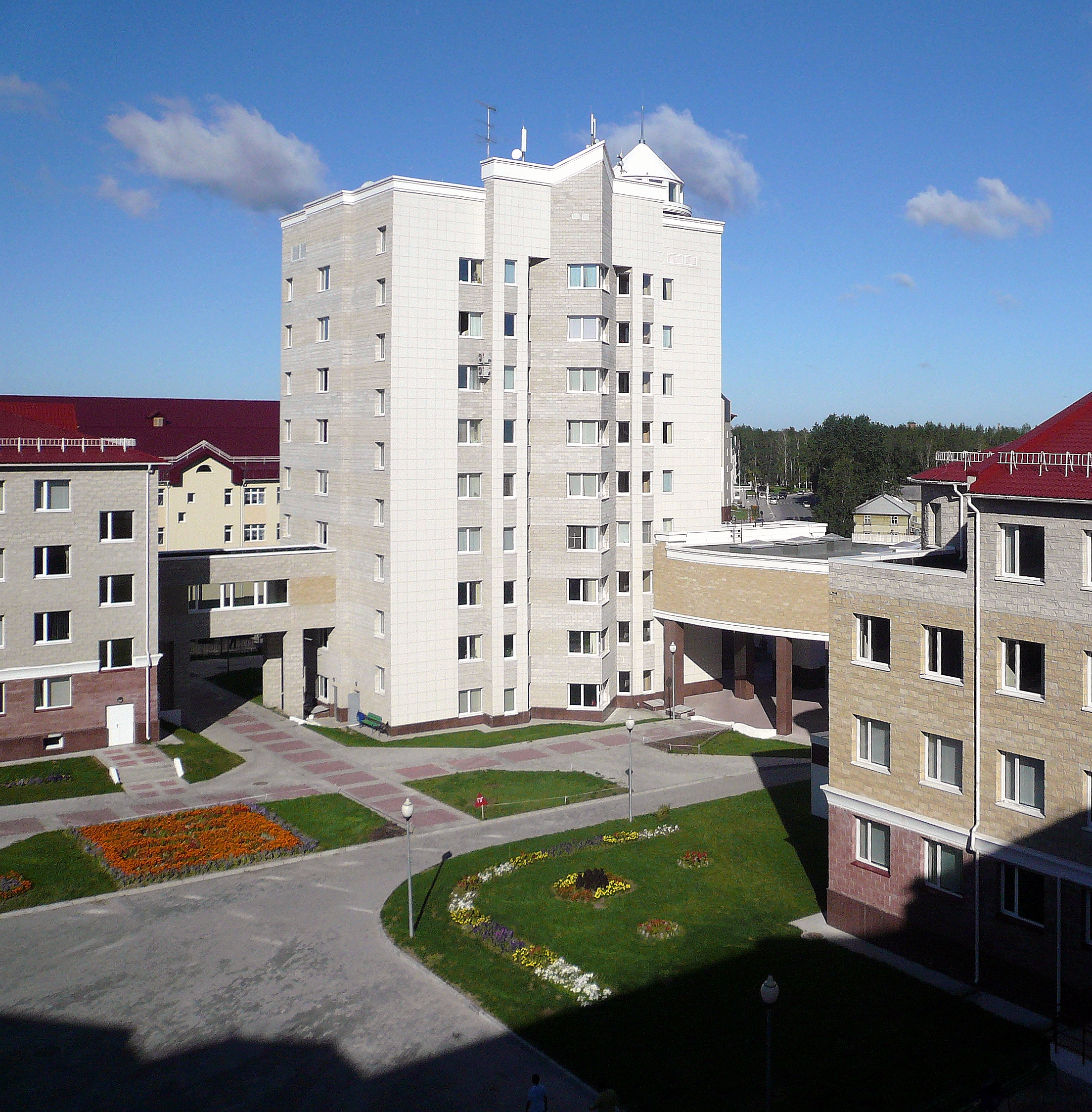
Югорский государственный университет

В Ханты-Мансийске 21 детский сад и ясли, 14 общеобразовательных учреждений (школ, гимназий, колледжей I ступени), 15 учреждений дополнительного образования для детей и подростков (станции, дома творчества, учебный комбинат, воскресная школа), 5 средних специальных учебных заведений, 7 высших учебных заведений и их филиалов. В число расположенных в городе вузов входят: Югорский государственный университет, Ханты-Мансийская государственная медицинская академия (до 2009 г. Медицинский институт), Югорский научно-исследовательский институт информационных технологий и филиал Уральской государственной архитектурно-художественной академии.
Старейшим образовательным учреждением в городе является основанный в 1932 году как Педагогическое училище Ханты-Мансийский технолого-педагогический колледж.

## Здравоохранение
В городе работает 19 учреждений здравоохранения, в том числе 7 государственных больничных учреждений, 12 амбулаторно-поликлинических учреждений различных форм собственности, в том числе муниципальная станция скорой медицинской помощи, окружной центр по профилактике и борьбе со СПИДом и инфекционными заболеваниями, окружной центр медицины катастроф, Центр гигиены и эпидемиологии, окружная станция переливания крови.

## Культура и искусство

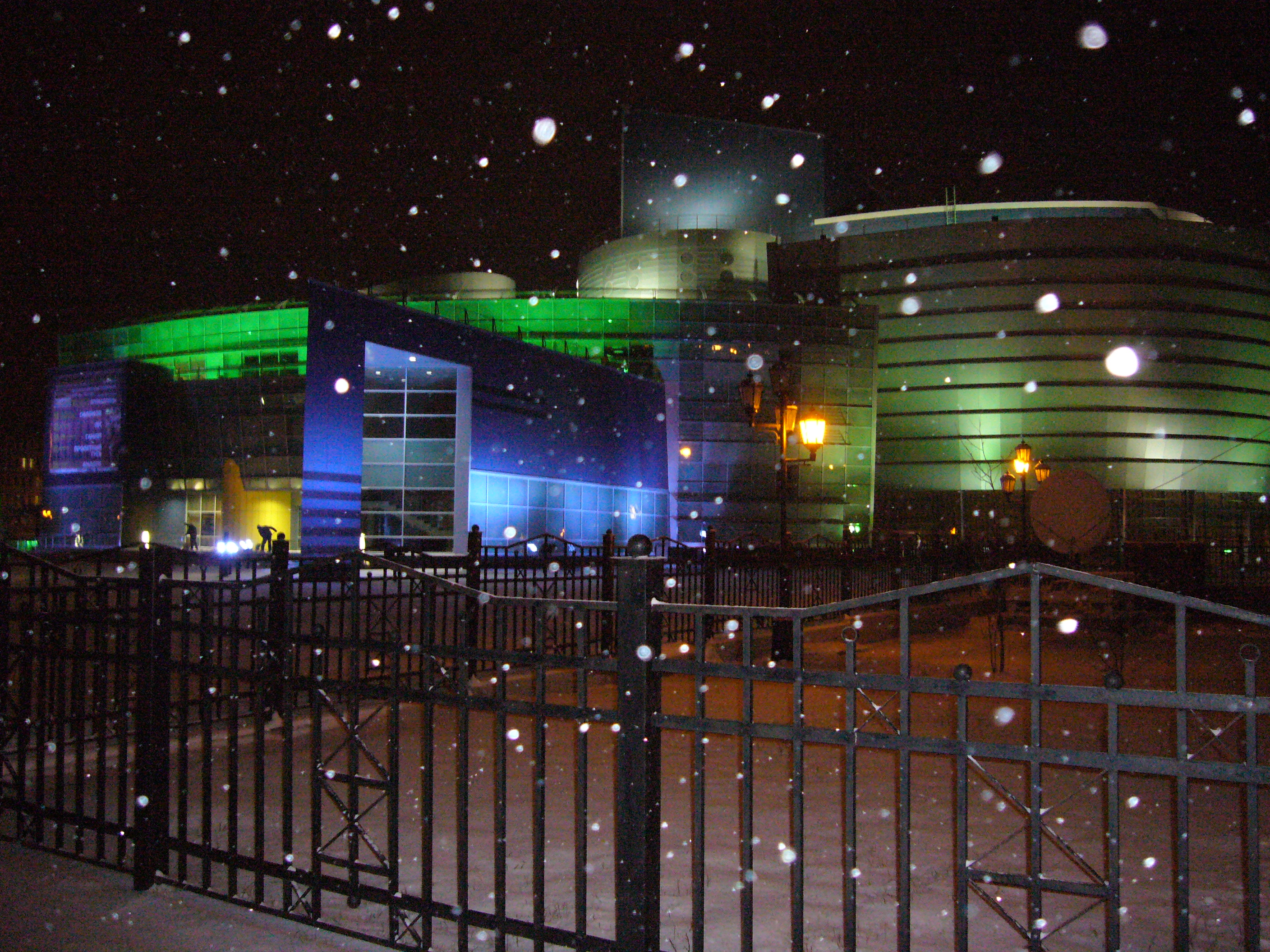
Концертно-театральный центр «Югра-Классик»

### Достопримечательности
В Ханты-Мансийске единственный в России Парк славянской письменности и культуры, Парк победы с Аллеей героев, Парк Бориса Лосева, природный парк «Самаровский Чугас», 6 общедоступных библиотек с книжным фондом около 300 тысяч экземпляров, 5 государственных музеев (среди них старейший музей округа — Музей природы и человека, музей под открытым небом «Торум Маа») и Государственный художественный музей и его филиалы «Дом-музей народного художника СССР В. А. Игошева» и «Галерея-мастерская художника Г.С Райшева» с более 20000 тысячами экспонатов), концертно-театральный центр «Югра-Классик» с залом на 1360 мест, кинотеатр на 200 мест и киновидеоцентр на 40 мест, два муниципальных клубных учреждения (КДЦ и «Орфей» на 120 мест), театр обско-угорских народов и театр кукол, центр культуры и народных ремёсел, Центр искусств для одарённых детей Севера с двумя концертными залами на 800 и 120 мест, культурно-досуговый центр для студентов на 67 мест.[значимость факта?]
Одной из достопримечательностей Ханты-Мансийска стал «Археопарк», расположенный вдоль Объездной улицы у подножия Самаровского останца. Он был заложен в 2007 году и стал самой масштабной в России реконструкцией доисторических времен под открытым небом. Самая высокая из бронзовых фигур мамонтов имеет высоту 8 метров и удостоена чести быть запечатлённой на почтовой марке, выпущенной Почтой России.

### Культурные события
В 1993 году в Ханты-Мансийске состоялся IV Международный фольклорный фестиваль финно-угорских народов.
С 2003 года в конце зимы город по традиции принимает Международный фестиваль кинематографических дебютов «Дух огня». Президентом и идейным вдохновителем фестиваля вплоть до своей смерти в 2021 году являлся кинорежиссёр Сергей Соловьёв. В 2022 году президентом фестиваля назначен сербский режиссёр Эмир Кустурица.
С 25 по 30 июня 2008 года Ханты-Мансийск (совместно с губернатором Югры Александром Филипенко) принимал Всемирный конгресс финно-угорских народов и V Международный фестиваль ремесел финно-угорских народов «Югра — 2008». В работе Конгресса приняли участие 300 делегатов из 11 стран мира, 350 наблюдателей, официальные лица, журналисты российских и иностранных средств массовой информации. В работе конгресса участвовали президенты Финляндии Тарья Халонен, Венгрии — Ласло Шойом и Эстонии — Тоомас Хендрик Ильвес. Также присутствовали главы республик Карелия, Коми, Марий Эл, Мордовия, Удмуртия, руководители Пермского и Красноярского края, Ямала.[значимость факта?]

### Религия
Ханты-Мансийск — центр Ханты-Мансийской митрополии. Имеется три храма: Знаменская церковь, Храм Воскресения Христова, Храм Покрова Пресвятой Богородицы.

## Спорт
В Ханты-Мансийске с начала 2000-х годов действует биатлонный центр, на котором в 2000, 2005 и с 2007 по 2016 год (кроме 2014 года) проходили этапы Кубка мира по биатлону. В 2002, 2004, 2006 годах — Гран-при Международного союза биатлонистов.
В 2003 году в городе состоялся 38-й чемпионат мира по биатлону, а с 3 по 13 марта 2011 — 46-й чемпионат мира. В 2005 и в 2010 годах прошли чемпионаты мира в отдельной дисциплине — смешанной эстафете. Также в 2001 году Ханты-Мансийск принял юниорский чемпионат мира по биатлону. В 2000 году — чемпионат мира по летнему биатлону.
Проводились международные соревнования по лыжным гонкам. В апреле 2008 года состоялся заключительный этап «Гран-при „Спринт-тур 2008“».
В 2005, 2007, 2009, 2011, 2019 годах в Ханты-Мансийске проходили соревнования на Кубок мира среди мужчин по шахматам.
В марте 2006 года губернатор, председатель Правительства Ханты-Мансийского автономного округа Александр Филипенко и президент Федерации тенниса России Шамиль Тарпищев установили символический камень в фундамент Академии тенниса Югры. Она построена за год с несколькими кортами и трибунами на 3500 мест.
В июле 2006 г. в городе прошла Первая летняя спартакиада молодёжи России с участием 73 регионов, 207 команд, 2570 юношей и девушек, которые соревновались в 24 видах спорта.
В сентябре 2010 года открылась Югорская шахматная академия, построенная по оригинальному проекту голландского архитектора Эрика ван Эгерата. В первые дни существования здесь прошли 39-я Всемирная шахматная олимпиада, Ассамблея и 81-й Конгресс ФИДЕ, чемпионат мира по шахматам среди женщин.
В Ханты-Мансийске есть хоккейный клуб «Югра», который представляет город в Высшей хоккейной лиге.
В Ханты-Мансийске прошли Зимние Сурдлимпийские игры 2015 года.
С 2013 года ежегодно проводится «Югорский лыжный марафон», собирающий тысячи участников.

## Почётные граждане города
В Ханты-Мансийске звание «Почётный гражданин» начали присваивать с 1972 года. Первыми «Почётными гражданами города Ханты-Мансийска» стали Клавдия Доронина и Константин Пакин. Решение о присвоении звания принимал городской исполнительный комитет Совета народных депутатов. С 1988 года эти задачи взял на себя городской Совет народных депутатов, а затем Дума города.
27 апреля 1992 года решением малого Совета городского Совета народных депутатов было принято «Положение о присвоении звания „Почётный гражданин города Ханты-Мансийска“».
5 июня 2000 года Думой города было принято новое положение, по которому звание стало называться иначе — «Почётный житель города Ханты-Мансийска».
По состоянию на 4 июня 2022 года почётными гражданами Ханты-Мансийска являются 43 человека.

## Представительства иностранных государств
В Ханты-Мансийске работают следующие иностранные представительства:
почётные консульства
- Словакии (ул. Ленина, 109)
- Чехии (ул. Мира, 38)

## Города-побратимы
- Новороссийск (Россия), с 2023 года.